# Tumor venéreo transmissível
O Tumor Venéreo Transmissível (TVT), também chamado de Sarcoma Venéreo Transmissível Canino, Tumor de Sticker ou Sarcoma Infeccioso é uma neoplasia potencialmente maligna que acomete cães e outros canídeos (cachorro do mato, lobos e coiotes). O TVT é transmitido diretamente de cão para cão através da implantação de células tumorais viáveis na superfície das membranas danificadas, durante o coito ou outros comportamentos sociais como arranhaduras, mordeduras ou pelo ato de cheirar o outro animal. Geralmente afeta a genitália externa de cães, mas há relatos de TVT extragenital, acometendo pele, períneo, mucosa bucal e nasal, mesmo na ausência de lesões genitais. O crescimento da massa ocorre geralmente dentro de dois a seis meses após o contato sexual.

## Histórico
As primeiras descrições sobre tumor venéreo transmissível (TVT) começaram em 1820. Foi melhor descrita por Sticker, entre 1905 e 1906, que o comparou com um sarcoma ou linfossarcoma, dessa forma denominando-o de Tumor de Sticker.

## Etiologia e origem
As células tumorais são os próprios agentes etiológicos, e os tumores que se formam não são geneticamente relacionados com o cão hospedeiro (não se originam das células do hospedeiro). As células do TVT apresentam um cariótipo anormal com 59 cromossomos, comparado com o cariótipo normal de 78 cromossomos em cães. Assim, podemos dizer que o tumor não pertence ao cão porque é geneticamente diferente do seu hospedeiro. Para descobrir de onde os tumores vieram, pesquisadores da  University College London (UCL) analisaram mais de 400 cães de 85 raças diferentes. O DNA do câncer era mais parecido com lobos modernos. Havia também uma ligação com os cachorros asiáticos, como o Shitzus, fornecendo evidências para uma origem comum. Para calcular quando o tumor se separou de seu hospedeiro original, os pesquisadores contaram as diferenças genéticas entre o lobo e o câncer. Assim, em 2014, concluíram que o TVT surgiu pela primeira vez em um canideo que pode ter vivido há aproximadamente 11 mil anos atrás, entretanto, um estudo em 2019, revelou que o TVT surgiu pela primeira vez 6.000 atrás. O primeiro clone das células tumorais pode ter sido originado pela mutação em células por um vírus, químico ou radiação. Este clone da célula tumoral foi disseminado por cães através de transplantação alogênica em todo o continente americano há aproximadamente 500 anos.
O tipo celular exato de origem do TVT não é definitivamente conhecido. Em diversos momentos da ciência tem sido descrito como um tumor de linfócitos, histiócitos, células reticulares e células maduras da série reticuloendotelial. Mais recentemente, pesquisadores demonstraram que as células TVT expressam marcadores de macrófagos, sugerindo que o tumor tem uma origem histiocítica.  Outro pesquisadores, no entanto, não confirmaram essa descoberta através de estudos imuno-histoquímicos realizados em tecidos congelados.

## Epidemiologia
Tem distribuição mundial, com maior prevalência nas zonas de clima tropical e subtropical e em grandes cidades, onde há concentração de cães errantes e sexualmente ativos. No Brasil, a frequência do TVT é bastante elevada, no entanto, existem poucos trabalhos mostrando estatisticamente sua incidência.

## Aspectos clínicos
O tumor venéreo transmissível pode se desenvolver em qualquer idade, sendo mais comum durante os anos de maior atividade sexual. A predileção por sexo ou raça não foi observada.
Observam-se lesões principalmente na mucosa genital e na pele. Em cães machos, o tumor afeta o pênis e o prepúcio. Em cadelas, ele afeta a vulva. Massas subcutâneas extragenitais com tecido cicatricial sobrejacente podem ser ocasionalmente observadas, indicando que a transmissão ocorreu via pele traumatizada.
O TVT se manifesta na forma de massas cutâneas mal definidas, que podem ser pedunculares, nodulares, papilares ou multilobulares.  Frequentemente tem aparência de couve-flor com superfície ulcerada e sua consistência varia de mole e friável a semi-firme. De modo geral, as lesões neoplásicas surgem como pequenas áreas elevadas e hiperêmicas que com a progressão da doença podem atingir até 10 cm de diâmetro.
Sinais de TVT genital inclui secreção sanguinolenta vaginal e peniana e em alguns casos retenção urinária, devido a bloqueio na uretra. Sinais de TVT nasal incluem fístula nasal, sangramento nasal, edema facial e aumento dos linfonodos submandibulares.

## Crescimento e metástase
É uma neoplasia que apresenta potencial metastático baixo, provavelmente menos do que 5% dos casos reportados, sendo encontradas com maior probabilidade em animais jovens ou imunossuprimidos. Quando as metástases ocorrem, elas geralmente se instalam no linfonodo regional, períneo ou escroto. Contudo, os rins, o baço, o fígado, o olho, o cérebro, a pele, os tecidos subcutâneos, os linfonodos mesentéricos e o peritônio também podem ser locais de metástase.

## Diagnóstico
Inicialmente, o histórico descrito pelo proprietário, como a presença de secreção sanguinolenta vaginal ou peniana, e o aspecto macroscópico da lesão, (placas friáveis com aspecto de couve-flor) são sugestivos de TVT, devendo-se diferenciar de outras neoplasias como mastocitoma, histiocitoma, linfoma e lesões granulomatosas não neoplásicas. Como método diagnóstico pode-se usar a impressão sobre lâmina de microscopia (“imprint”) e/ou a citologia de aspiração por agulha fina, sendo estes de simples e rápida execução além do baixo custo. O TVT também pode ser diagnosticado através de exame histopatológico, após biopsia incisional.

## Tratamento
A cirurgia pode ser difícil devido à localização desses tumores. A cirurgia sozinha geralmente leva a recorrência. A quimioterapia é muito eficaz para TVTs. O prognóstico para remissão completa com quimioterapia é excelente Os agentes de quimioterapia mais comuns utilizados são vincristina, vinblastina e doxorrubicina. Pode ser necessária radioterapia se a quimioterapia não funcionar.